# Paide
Paide (deutsch Weissenstein) ist eine Stadt in Estland.

## Geografie
Paide liegt im Zentrum des Landes, wovon sich auch das Stadtmotto „Estlands Herz“ (estnisch Eestimaa süda) ableitet.

## Geschichte
Die Burg Weißenstein wurde 1265 vom Livländischen Orden aus weißem Kalkstein (estn. paekivi) erbaut, woher sich über das niederdeutsche Wittenstein (auch Wittensten) der ab dem 17. Jh. verwendete deutsche Name „Weissenstein“ ableitet. Im 14. Jahrhundert wurde sie erweitert und entwickelte sich aufgrund ihrer zentralen Lage zu einem wichtigen Militärstützpunkt.
Das erstmals 1265 schriftlich erwähnte und 1291 mit dem Stadtrecht versehene Paide und die letztmals Ende des 16. Jahrhunderts instandgesetzte Ordensburg litten schwer im schwedisch-polnischen Krieg 1600–1611, danach lag die Festung in Trümmern. Erhalten blieb der mächtige, 30 Meter hohe Turm, der achteckige „Lange Hermann“, der heute Wahrzeichen der Stadt ist.
Ab 1721 gehörte die Stadt zum Gouvernement Estland und war dort Kreisstadt für den Kreis Jerwen.

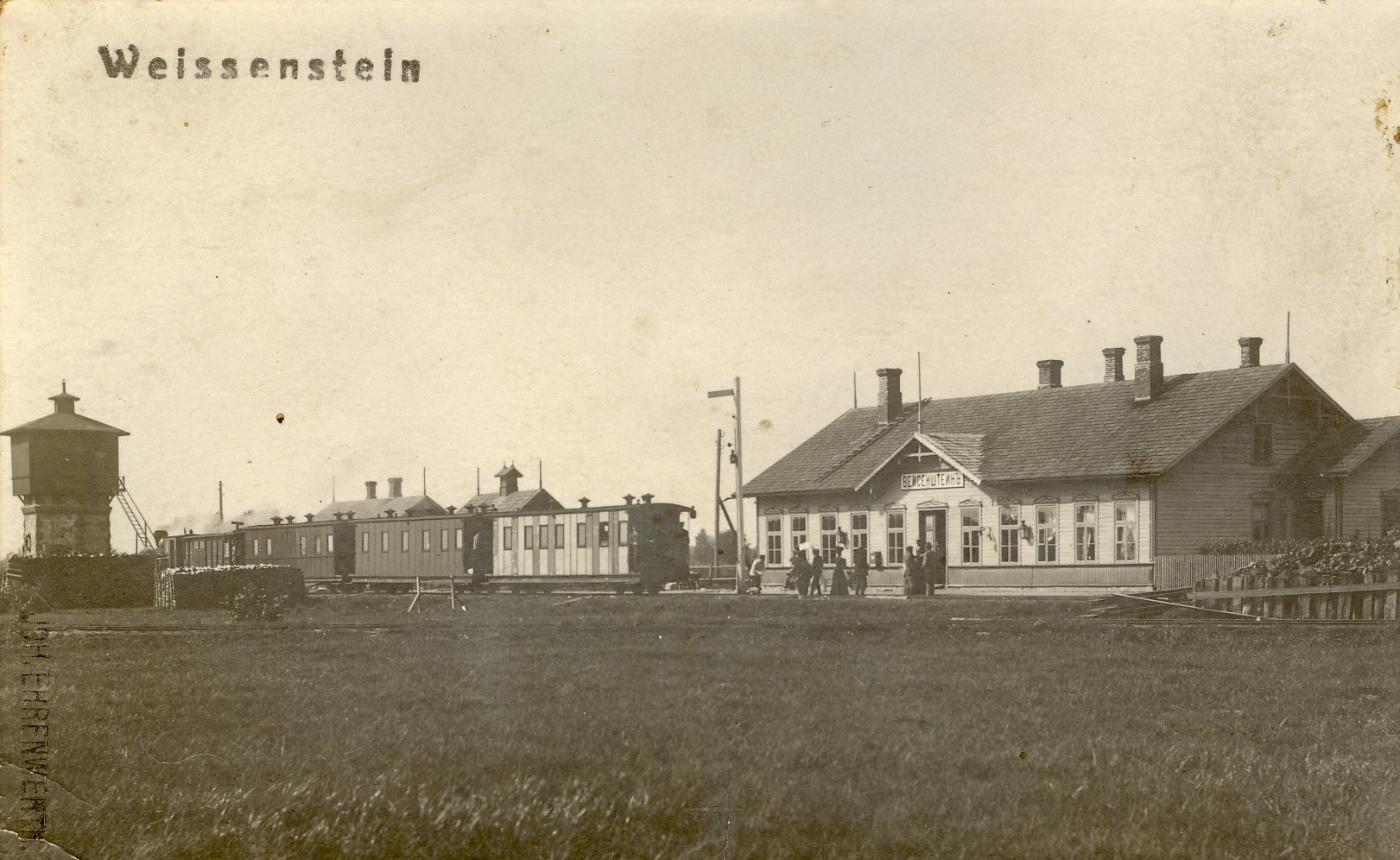
Ehemaliger Bahnhof

1900 wurde die Schmalspurbahnstrecke von Türi nach Paide eröffnet und 1920 nach Tamsalu verlängert. Die Strecke wurde bis 1972 betrieben.
2017 wurden die Gemeinden Estlands neu gegliedert. Dadurch vergrößerte sich die Fläche von Paide erheblich und zahlreiche umliegende Dörfer wurden in die eigentliche Stadt eingegliedert.
| Jahr                                                              | 2005  | 2012  | 2017 (1) | 2017 (2) | 2018   | 2025   |
| ----------------------------------------------------------------- | ----- | ----- | -------- | -------- | ------ | ------ |
| Einwohner                                                         | 9.700 | 8.415 | 8.226    | 10.957   | 10.759 | 10.471 |
| Angaben 2017 vor (1) und nach (2) der Neugliederung der Gemeinden |       |       |          |          |        |        |

## Städtepartnerschaften
Paide pflegt Städtepartnerschaften mit
| - Annaberg-Buchholz in Deutschland, seit 1992 - Westminster in den USA - Håbo in Schweden - Hamina in Finnland - Fredensborg in Dänemark | - Mažeikiai in Litauen - Saldus in Lettland - Havířov in Tschechien - Perejaslaw in der Ukraine |

## Kultur und Sehenswürdigkeiten
- Ruine der mittelalterlichen Ordensburg mit dem 1993 restaurierten Turm (Langer Hermann), der heute als Galerie dient,
- Rathaus mit Jugendstilfassade von 1920
- Evangelisch-Lutherische Heilig-Kreuz-Kirche, erbaut von 1767 bis 1786, 1845 abgebrannt und danach wiederaufgebaut, zwischen 1909 und 1910 umfassend umgebaut
- Gerichtsgebäude von 1790
- Kreismuseum Järva mit dem Interieur der im 18. Jahrhundert eingerichteten Stadtapotheke, in die der Großvater von Hermann Hesse, Karl Hermann Hesse (1802–1896), der als Kreisarzt in Paide tätig war, seine Patienten schickte. Er liegt heute auf dem Friedhof Reopalu in Paide begraben; seine Nichte Monika Hunnius widmete ihm ihr Buch Mein Onkel Hermann. Erinnerungen an Alt-Estland[4].

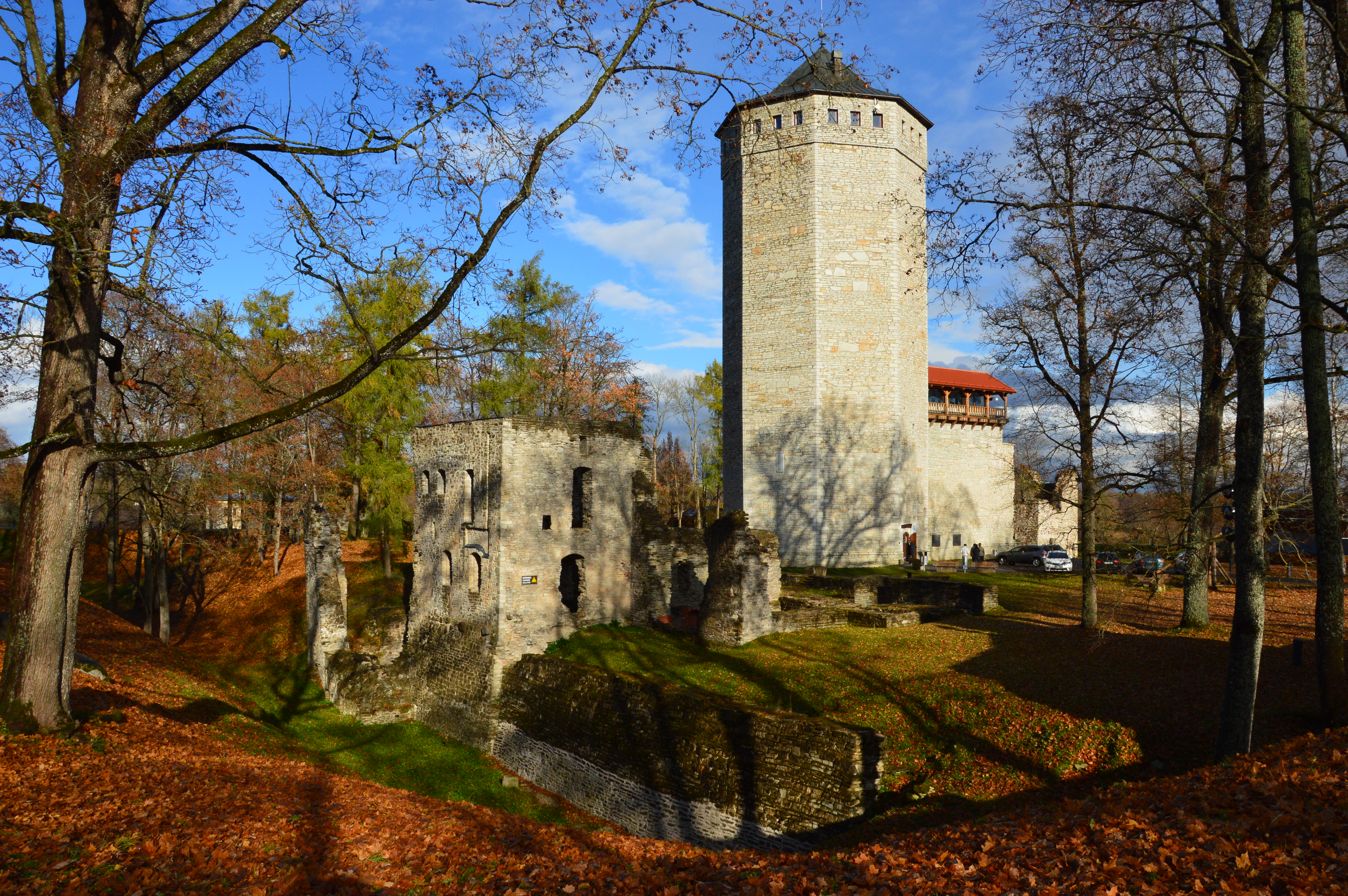
Ruine der Ordensburg mit achteckigem Bergfried
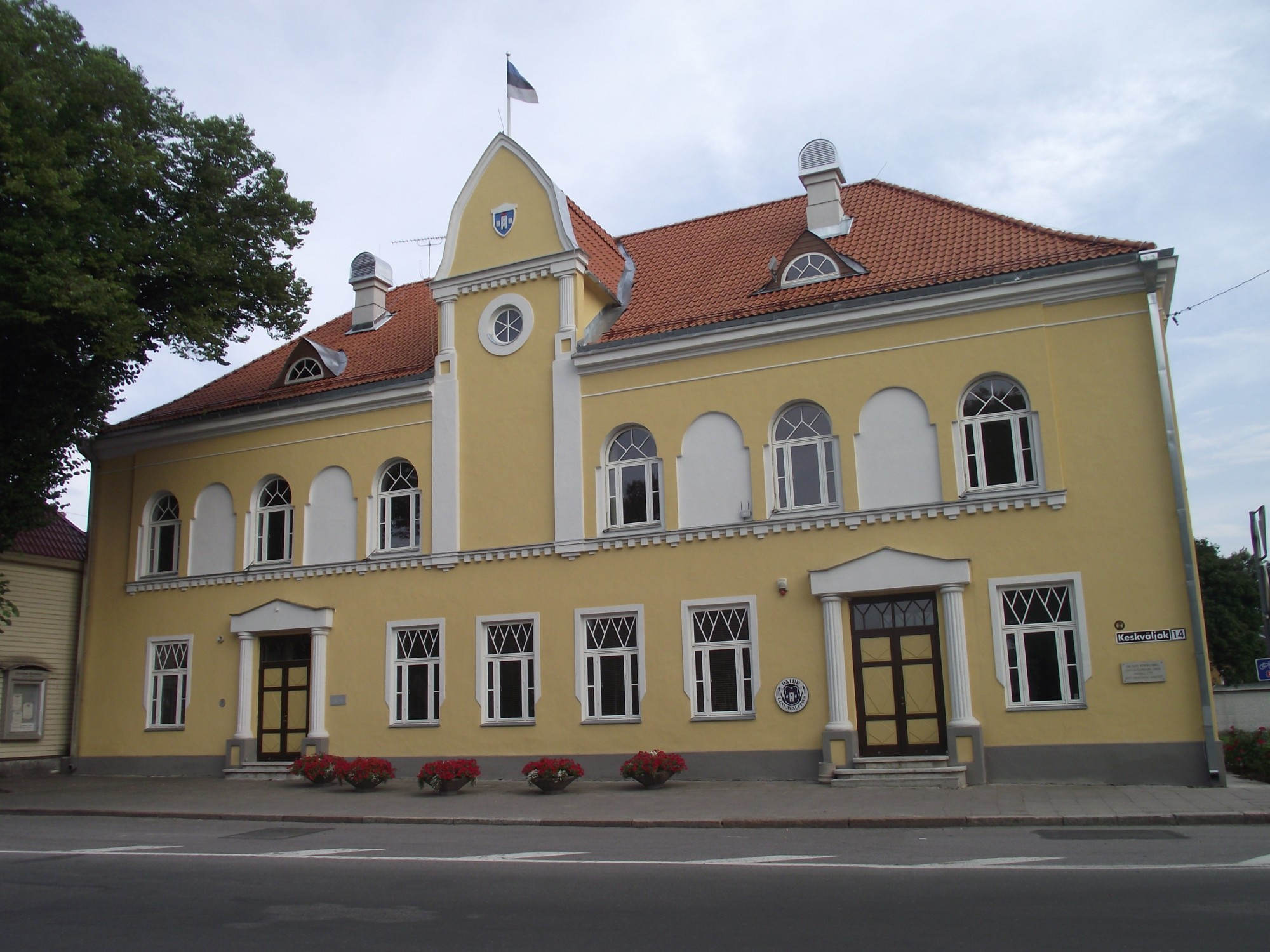
Rathaus
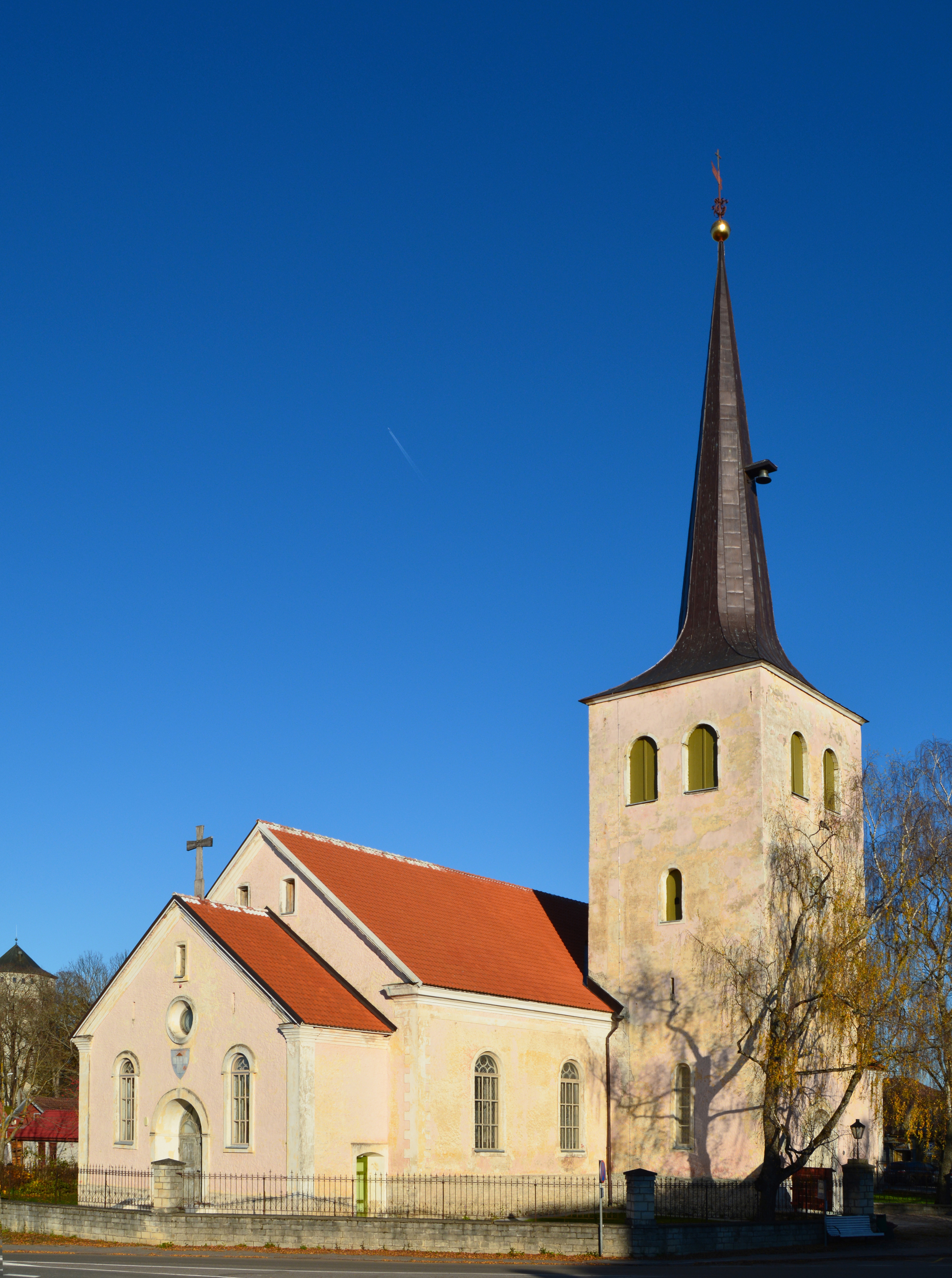
Heilig-Kreuz-Kirche
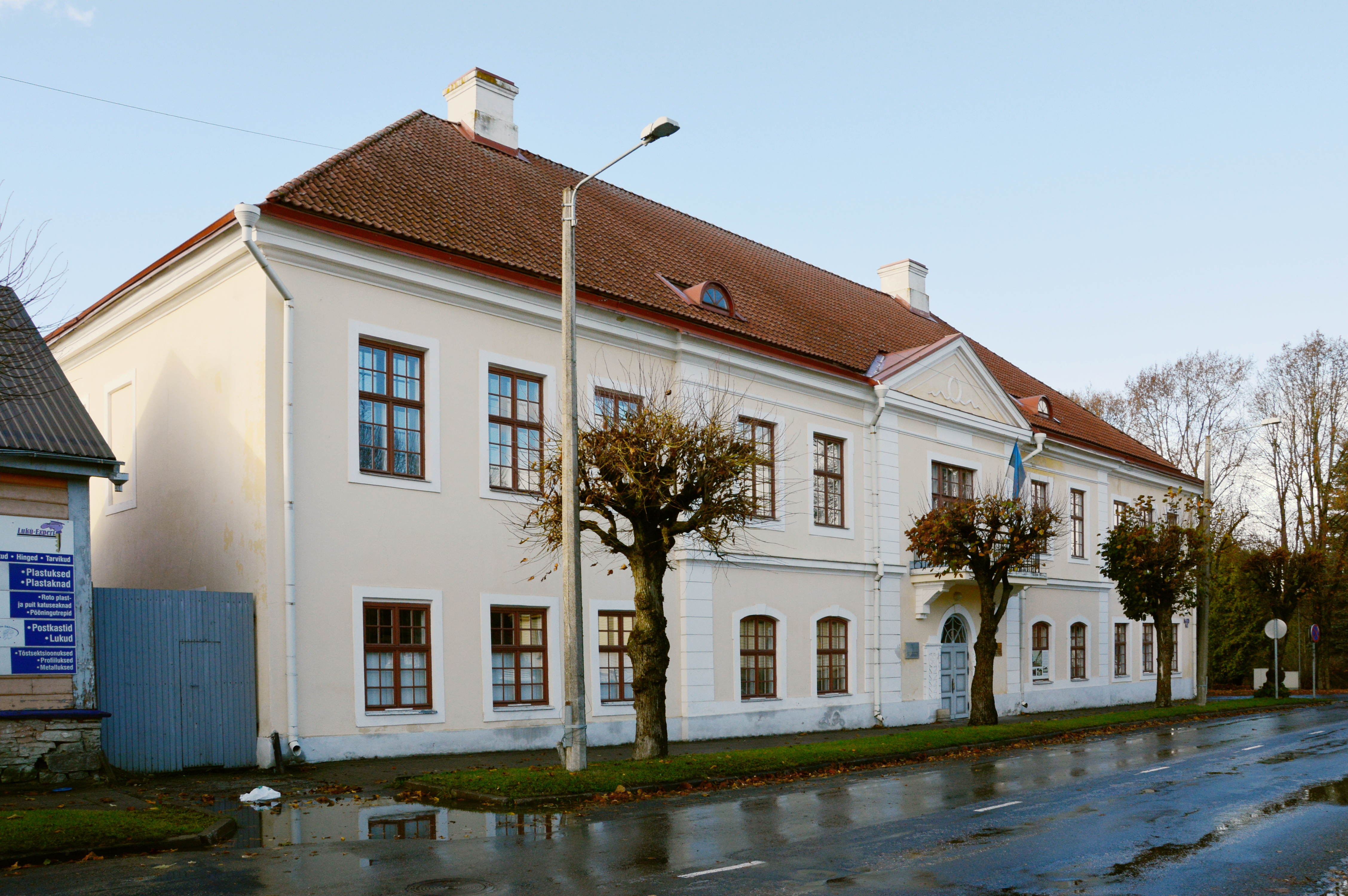
Gerichtsgebäude
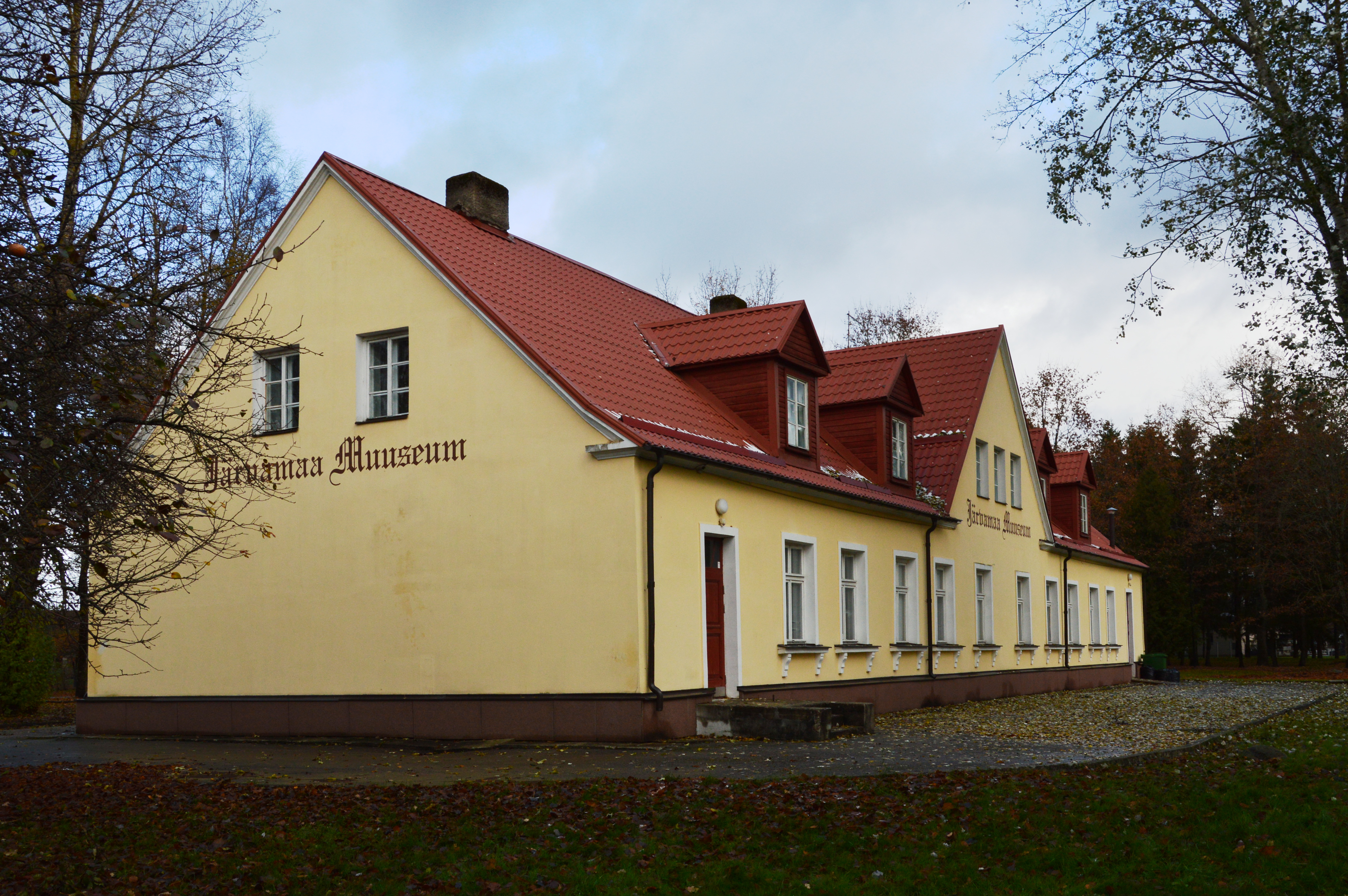
Kreismuseum

## Sport
Der bekannteste Fußballverein der Region ist Paide Linnameeskond, der in der Ersten Liga (Meistriliiga) antritt. Die Rugbymannschaft namens Paide RFC spielt derzeit in der Ersten Liga Estlands. Das Basketballteam KK7 spielt auch erstklassig.

## Persönlichkeiten
Söhne und Töchter der Stadt
- Carl Gotthard Hammerbeck (1800–1870), Pastor von Weissenstein und St. Annen
- Johannes Hesse (1847–1916), Missionar und Verlagsleiter, Vater Hermann Hesses
- Heinrich Nikolai Bauer (1874–1927), Pädagoge
- Johan Eichfeld (1893–1989), Agrarwissenschaftler und Pflanzenzüchter
- Harald Kaarman (1901–1942), Fußballspieler
- Ita Ever (1931–2023), Schauspielerin
- Arvo Pärt (* 1935), Komponist
- Toomas Raudam (* 1947), Schriftsteller
- Oleg Grigorjewitsch Kulinkowitsch (* 1948), Chemiker
- Helle Metslang (* 1950), Sprachwissenschaftlerin
- Vello Loemaa (* 1951), Generalmajor
- Väino Treksler (* 1954), Radrennfahrer
- Andres Rundu (* 1960), Diplomat
- Jaanus Marrandi (* 1963), Politiker
- Neeme Väli (* 1965), Generalmajor
- Ain-Alar Juhanson (* 1976), Triathlet
- Carmen Kass (* 1978), Model, Schachfunktionärin
- Tarmo Neemelo (* 1982), Fußballspieler
- Marielle Kleemeier (* 1996), Leichtathletin

Persönlichkeiten, die mit Paide in Verbindung stehen
- Bernhard von Smerten (ca. 1500–1563), Landvogt von Jerwen, bis 1558 Kommandant der Ordensburg Weissenstein
- Carl Hermann Hesse (1802–1896), Kreisarzt in Paide von 1831 bis 1885, Großvater von Hermann Hesse
- Monika Hunnius (1858–1934), deutschbaltische Schriftstellerin